# دختر آرام
دختر آرام (انگلیسی: The Quiet Girl) یک فیلم درام ایرلندی محصول سال ۲۰۲۲ به نویسندگی و کارگردانی Colm Bairéad است. داستان این فیلم در سال ۱۹۸۱ اتفاق می‌افتد و دربارهٔ یک دختر نه ساله گوشه‌گیر است. این فیلم در نود و پنجمین دوره جوایز اسکار نامزد بهترین فیلم بلند بین‌المللی شد.